# Linda Lovelace
Linda Lovelace (nascida Linda Susan Boreman; Nova Iorque, 10 de janeiro de 1949 — Denver, 22 de abril de 2002) foi uma atriz pornográfica americana que se tornou famosa por sua atuação no filme hardcore Deep Throat, de 1972, que foi um enorme sucesso. Mais tarde, ela alegou que seu marido abusivo, Chuck Traynor, a ameaçou e a coagiu a participar. Em sua autobiografia, Ordeal, ela descreveu o que aconteceu nos bastidores, afirmando que foi forçada a participar do pornô, muita das vezes sob a mira de uma arma ou após violência física. Mais tarde, ela se tornou uma cristã renascida e virou uma porta-voz do movimento antipornografia.

## Biografia
Linda era uma jovem de classe média de Nova Iorque, que engravidou aos 16 anos, tendo sido abandonada pelo primeiro namorado, e obrigada pela família a dar seu bebê para adoção, o que a fez entrar em depressão e tentar o suicídio, passando a tomar calmantes. Aos 20 anos, sua vida mudou ao conhecer um homem chamado Chuck Traynor. Em pouco tempo, começaram a namorar, e poucos meses depois, casaram. Ele a humilhava e agredia e passou a mantê-la em cárcere privado e a obrigou a se prostituir, ameaçando-a de morte se não o fizesse. Um novo rumo sua vida tomou, quando Chuck passou a coagi-la para atuar em filmes pornográficos. Nesta época, Linda foi obrigada a manter relações sexuais com um cachorro. A jovem tornou-se conhecida em 1972 ao protagonizar o filme Deep Throat; porém, anos depois, passou a ser ativista contra a indústria pornográfica.[carece de fontes?]
Seu casamento teve fim em 1973, quando ela conseguiu fugir e o denunciou a polícia. Desesperada, sem conseguir emprego, continuou como atriz pornô, mas sua carreira entrou em decadência quando decidiu migrar de filmes pornôs pesados para produções mais leves, incluindo "Garganta Profunda 2" e "Linda Lovelace para Presidente", ambos fracassos de bilheteria.
Em 1980, Linda lançou uma autobiografia, Ordeal, em que revelava ter sido vítima de estupro, violência doméstica, prostituição, e pornografia. A obra, e um depoimento a comissões do Congresso, ajudaram a investigar irregularidades na indústria pornográfica.
No livro, Linda alega que nunca recebeu nenhum salário por Garganta Profunda, que gravava seus filmes pornôs com uma arma apontada para a cabeça, e que seu ex-marido teria sido pago com apenas 1 250 dólares, embora o filme tivesse rendido aos produtores 600 milhões de dólares.
Ao fim dos anos 1980, casou com Larry Marchiano, antigo cliente, que a tirou da prostituição e dos filmes pornográficos. Juntos, tiveram dois filhos. Em 1990 a família mudou para Denver. Após diversos desentendimentos, divorciaram em 1996. Na época, desenvolveu um novo quadro de depressão, e devido a complicações do uso de silicone, desenvolveu um câncer de mama, necessitando realizar uma mastectomia.
Ao início de abril de 2002, sofreu um violento acidente automobilístico, quando seu carro chocou contra um poste, tendo sido internada no Denver Health Medical Center, ficando em coma, falecendo semanas depois em consequência de ferimentos múltiplos por todo o corpo que atingiram seus órgãos vitais.

## Filmografia parcial
- Dogarama (1971)
- Sex for Sale (curtametragem; não creditado) (1971)
- Peeverted (curtametragem) (1971)
- Knothole (curtametragem) (1971)
- Gomorrahy (curtametragem; não creditado) (1972)
- Deep Throat (1972)
- The Confessions of Linda Lovelace (1974)
- Deep Throat Part II (1974) como Enfermeira Lovelace
- Linda Lovelace for President (1975)